# Соціальний консерватизм
Соціа́льний консервати́зм — течія консерватизму, прихильники якої вважають, що суспільство будується на мережі відносин, які потрібно підтримувати через обов'язок, цінності та усталені інститути. Соціальний консерватизм, як правило, скептично ставиться до соціальних змін і зберігає статус-кво щодо соціальних питань, таких як сімейне життя, сексуальні стосунки та патріотизм.
У Північній Америці з середини до кінця 20 століття соціальний консерватизм виник як відповідь на федеральні дії щодо соціальних питань — таких як свобода віросповідання, зменшення кримінальних покарань, свобода совісті та аборти, які прихильники соціального консерватизму сприймали як загрозу для консервативних цінностей та суспільного ладу. Соціальні консерватори також цінують права релігійних установ брати участь у публічній сфері, підтримуючи, таким чином, протистояння атеїстичній державі.

## Опис
Соціальні консерватори можуть підтримувати економічне втручання, якщо втручання служить моральним чи культурним цілям. Багато соціальних консерваторів підтримують баланс між справедливою торгівлею та вільним ринком. Турбота про матеріальний добробут, як і відстоювання звичаїв, часто має основу в релігії. Серед прикладів — Християнсько-соціальний союз Баварії, Родина передусім та комунітарний рух у Сполучених Штатах.
Соціальний консерватизмом часто перетинається з палеоконсерватизмом, оскільки вони обидва поважають традиційні соціальні форми.